# Vereniging Veteranen Roeiers
Vereniging Veteranen Roeiers is een Belgische roeivereniging uit de stad Gent. Ze heeft een uitgebreid internationaal palmares. Deze autonome roeiclub voor Masters (oudere wedstrijdroeiers) in België is actief aan de Vissersdijk, een Leiearm die de Watersportbaan van Gent doorkruist. Haar competitiedepartement maakt ploegen met de beste oudere roeiers en roeisters van het land, waarvan sommige wereldkampioen zijn in hun leeftijdsklasse. De vereniging organiseert sinds 1984 de Golden River Toertocht op de Leie, langs het schildersdorp Sint Martens Latem. Van 2002 tot 2010 ging er ook de roeiregatta Internationale Handicap van Gent door, waar werd gestreden voor de trofee 'Keizer Karel Cup' in een grote verscheidenheid aan boottypes, eigen aan het aloude recept van het roeisportspecifieke 'handicapracen'. 

## Geschiedenis
Van oorsprong heette de vereniging Vlaamse Veteraan Roeiers. Dat was de vlaamse vleugel van de Veterans Scullers and Oarsmen of Belgium die in 1960 op haar beurt door alumni van studentenroeivereniging Sport Nautique Universitaire de Bruxelles werd opgericht. Sinds 1990 gebruikt de Internationale Roeibond FISA de benaming Masters voor oudere  wedstrijdroeiers en -roeisters vanaf de leeftijd van minimaal 27 jaar oud. De club kwam tot bloei in de gebouwen van de GRS en heeft er nu een eigen loods. Vanaf 2006 wou men daar soms ook Gentse studenten opleiden tot recreant. V.V.R. was de gastclub van Studentenroeien Gent, een studentenroeivereniging. De ene autonome doelgroeproeivereniging heeft vandaag de andere geassimileerd.
Op de Sportkrant van Universiteit Gent staat VVR vandaag als uniek aanbod studentenroeien.